# Gammiella
Gammiella là một chi rêu trong họ Sematophyllaceae.